# Il consumo del sacro
Le feste novenarie (...) erano sottoposte anch’esse ad importanti cambiamenti, colti lucidamente dall’antropologa in un lavoro descrittivo e allo stesso tempo interpretativo che si declina come uno dei più significativi contributi dell’antropologia culturale italiana.»
(Sebastiano Mannia  2014)
Il consumo del sacro è un saggio scritto da Clara Gallini e pubblicato nel 1971.  
Il contesto ambientale, nel quale si colloca il saggio, sul tipico fenomeno sardo delle feste novenali,  è quello fra il 1967/68. 
L'opera è strutturata in due parti, la prima parte (I novenari, I paesi) e la seconda  (La festa). 

## Edizioni
- Il consumo del sacro. Feste lunghe di Sardegna, Laterza, Bari, 1971
- Il consumo del sacro. Feste lunghe di Sardegna, Ilisso, Nuoro, 2003 con prefazione di Vittorio Lanternari ISBN 88-87825-77-7